# Erich Haenisch
Erich Haenisch (Berlijn, 27 augustus 1880 - Stuttgart, 21 december 1966) was een Duits sinoloog en mongoloog.
Haenisch studeerde bij Wilhelm Grube en gaf later zelf les aan de Humboldt Universiteit Berlijn, eerst sinds 1913 als privé-docent en vanaf 1920 als buitengewoon professor. Vanaf 1925 gaf hij kortstondig les aan de Georg-August-Universität Göttingen, maar hij wisselde nog hetzelfde jaar naar de Universiteit van Leipzig. In 1932 keerde hij terug als professor in de sinologie aan de Universiteit van Berlijn. Parallel daaraan was bij professor in de Oost-Aziatische cultuur en Taalwetenschappen aan de Ludwig-Maximilians-Universiteit München
Zijn leergang Klassieke Chinese Schrifttaal was gedurende lange tijd het maatgevende leerwerk in het Duitstalige gebied. 